# Бои за Эль-Хасаку
Бои за Эль-Хасаку — столкновения в городе Эль-Хасака, центре одноименной мухафазы, между группировками местных сил правопорядка Асайиш и правительственных Национальных сил обороны и Сирийской арабской армией, которые действовали совместно с Сирийскими арабскими военно-воздушными силами. Этот этап силового противостояния между YPG и официальным Дамаском стал одним из наиболее ожесточенных и непримиримых более чем за пять лет гражданской войны в Сирии.

## Предыстория
В 2014 году в результате серии мощных наступлений боевиков террористической организации ИГИЛ большая часть мухафазы Эль-Хасака оказалась под контролем радикальных исламистов. Контроль над оставшимися районами и пригородами Эль-Хасака поделили между собой группы Народной самообороны курдов и правительственные силы. 21 февраля 2015 года курдские отряды самообороны начали сильное наступление на позиции ИГИЛ, после чего последовала атака сирийских военных подразделений, начавшаяся 27 февраля. Совместное наступление привело к тому, что силы ИГИЛ были вытеснены из пригородов и отступили в другие населённые пункты провинции. YPG удалось отвоевать около 100 деревень к востоку от Эль-Хасака, в то время как сирийские правительственные силы смогли установить контроль примерно над 40 населёнными пунктами в провинции, а также взять под свой контроль 7 трасс, которые соединяли Эль-Хасака и Эль-Камышлы. В ходе военной кампании курдов весной-летом 2015 года в восточной части Эль-Хасака были отвоёваны примерно 230 населённых пунктов к западу от центра мухафазы. 30 мая передовые бригады ИГИЛ предприняли массированное наступление на Эль-Хасаку, но оно было отбито, после чего 23 июня последовало новое наступление. Боевики ИГИЛ сумели захватить четыре жилых района и окрестности, а также множество населённых пунктов в сельской местности к юго-западу от города. В свою очередь, благодаря успешной контратаке сил YPG и правительственных сил к 1 августа удалось почти полностью очистить Эль-Хасака от террористических формирований ДАИШ, при этом под контролем курдских отрядов народной самообороны находилось примерно 75 процентов города, а сирийские вооружённые силы контролировали только 25 процентов его территории.

## Начало конфликта. Противоборствующие стороны
16 августа 2016 года между курдскими силами правопорядка Асайиш и подразделениям Национальных сил обороны Сирии начался серьёзный военный конфликт, вспыхнувший после небольшой стычки, при этом в развязывании силового противостояния стороны взаимно обвинили друг друга.
К 16 августа сирийская армия развернула военную авиацию против ключевой группы вооруженных курдских отрядов в первый раз за время гражданского конфликта в Сирии. Официальный представитель Демократического союза Ибрагим Ибрагим заявил, что эти авиаудары привели к жертвам среди мирного населения. Командование правительственных сил Сирии квалифицировало свои действия как ответ на попытку захвата Эль-Хасака курдскими военизированными отрядами.
Манёвры ВВС Сирии побудило коалицию во главе с США поднять истребители-перехватчики по тревоге для защиты американских сухопутных войск, участвующих в спецоперации в Сирии, происходящей, тем не менее, вопреки уставу ООН.
В то же время официальные представители оборонных структур США отметили, что они не предпринимали попыток установить в охваченных конфликтом районах режим бесполётной зоны. Тем временем тяжёлые бои прошли в большинстве кварталов Гувейрана в северо-восточной части конгломерации Эль-Хасака, а также пригорода Эль-Нашва в восточном секторе , в котором, по данным новостного агентства Hawar, силы курдской самообороны добились существенного прогресса.
19 августа представители новостной службы al-Masdar News заявили, что правительственные войска совершили успешное наступление в центральной части Эль-Хасака, захватив новое здание больницы и часть района Маршо. Воздушные силы Сирии нанесли 10 авиаударов по кварталам, в которых находился штаб полиции Асайиш. По информации, опубликованной в ряде информационных агентств, американские силы спецназначения в этот же день вынуждены были оставить некоторые районы Эль-Хасака после того, как курдская военная полиция утратила над ними контроль. В то же время подразделения Объединённой совместной целевой группы, осуществляющей операцию «Непоколебимая решимость» (англ. Combined Joint Task Force – Operation Inherent Resolve (CJTF–OIR)) в контексте интервенции США и их союзников в Сирии, усилили воздушное патрулирование в местах боестолкновений и продолжили мониторинг ситуации.

## Столкновения 20 августа. Требование Демократического союза
К раннему утру 20 августа столкновения постепенно утихли, но вскоре была предпринята новая попытка нарушить режим прекращения огня. Губернатор Эль-Хасака Мухаммед За-ал Ал-Али призвал подразделения курдской самообороны прекратить сопротивление правительственным войскам САР, поскольку YPG и части Сирийской арабской армии уже имели положительный опыт совместных действий против боевиков террористической организации ИГИЛ и разделяют общие цели и задачи. Одновременно с этим влиятельная оппозиционная партия, Демократический союз, официально потребовал от сил Национальной обороны покинуть город для того, чтобы заключение нового мирного соглашения стало возможным; правительство Сирии отвергло эти требования. В результате провала попыток переговоров из-за ультимативных требований сирийской оппозиции к правительственным войскам оставить Эль-Хасака столкновения к полудню возобновились с новой силой. После ожесточённых сражений за контроль над районом Гвейран к юго-западу и окрестностями Эль-Нашва к востоку начались локальные столкновения в центральной части города ближе к полуночи, которые также утихли к утру следующего дня 21 августа .

## Столкновения 21 августа
21 августа к полудню боевые отряды, подконтрольные PYD, возобновили мощное наступление в центре Эль-Хасака, атаковав район Красных вилл, располагающихся в Гувейране, а также предприняв наступление в районе Эль-Аскари. Также в синхронном режиме силы, выступающие за Демократический союз, штурмовали восточные кварталы пригорода Эль-Нашва. Это привело к ожесточённым боям, поскольку правительственные военные подразделения предприняли контрнаступление с целью сохранения удерживаемых позиций.
В южной части Эль-Хасака передовые соединения Асайиш захватили стратегически важный факультет экономики, однако вскоре поступило сообщение о том, что они вынуждены были оставить эту позицию из-за интенсивной работы артиллерийских расчётов правительственных войск, дислоцирующихся поблизости в гористой местности Кавкаб в административной черте города. Сирийская авиация в течение дня в рамках поддержки наземного контингента сирийской армии нанесла 30 ударов по позициям курдской самообороны. Несмотря на частотность авиаобстрелов курдские военизированные отряды смогли захватить большую часть кварталов восточного пригорода Гувейран и к вечеру продолжали наступление. С наступлением темноты сражения за спорные районы Эль-Хасака временно прекратились.
Российские военные 21 августа предприняли попытку добиться заключения соглашения о прекращении огня в Эль-Хасака и остановить боевые действия между курдскими отрядами самообороны и правительственными войсками. Переговоры между сторонами состоялись в Эль-Камышлы и длились 48 часов. Стороны после длительного обсуждения договорились вернуться на прежние боевые позиции и продолжить переговорный процесс с целью заключения мирного соглашения.

## Бои 22 августа
Тем не менее, на рассвете 22 августа вооружённые отряды Асайиш штурмовали северо-восточные части района Гвейран, пока подразделения Национальные силы обороны существенно продвинулись в боях за контроль над районом Тал Хаджар в северной части города, а также практически установили контроль над районом Аль-Зухор в южной части Эль-Хасака . В этот же день государственная новостная служба al-Masdar News сообщила, что силы курдов находятся в полушаге от захвата всей столицы мухафазы Эль-Хасака, так как им удалось захватить почти все восточные кварталы пригорода Эль-Нашва и выгодные позиции в Спортивном центре, который до последнего времени являлся важнейшим оплотом Национальных сил обороны.
22 августа курдские силы начали наступление сразу после полуночи, чтобы занять юго-восточный район Эль-Нашва. Перед наступлением курдские отряды предложили правительственным силам сдаться и отступить. Ранее звучали сообщения, что YPG захватила Гвейран, который до недавнего времени являлся единственным крупным арабским районом, контролируемым правительственными войсками.
В настоящее время боестолкновения продолжаются, а противоборствующие стороны стремятся получить контроль над городом путём достижения силового превосходства в ходе боевых действий. Курдские отряды Асайиш продолжают наступление против позиций, занятых частями правительственных войск Сирии и Национальных сил обороны.

## Перемирие 23 августа
По данным Reuters, Сирийская Арабская Армия и курдские ополченцы достигли договорённости о перемирии в Эль-Хасаке, в ходе которого будет произведен обмен пленными. В рамках соглашения стороны смогут обменяться телами убитых и ранеными. По данным новостной службы Аль-Масдар, итоговое соглашение между представителями правительства Сирийской Арабской Республики и делегацией от курдской администрации Эль-Хасака было подписано во время встречи на территории авиабазы Хмеймим, где при посредничестве офицеров российского центра по примирению враждующих сторон на территории Сирийской Арабской Республики было подписано мирное соглашение. Ключевые пункты перемирия:
- Квартал, в котором дислоцируются силовые структуры в Эль-Хасака, останется под контролем городской полиции, а военные базы 121-го и 123-го полков Сирийской Арабской Армии, расположенные в районе Каукаб восточнее Эль-Хасака, останутся под контролем сирийских военных.
- Вооружённые силы полицейских отрядов Асайиш обязаны вернуться на исходные рубежи.
- Все полицейские участки должны быть переданы в распоряжение полицейских сил, а охрана тюремных учреждений, отделений миграционной службы и правительственных ведомств будут переданы в ведение Министерства внутренних дел Сирии.

Тем не менее, данная информация о достигнутом перемирии нуждается в более точном подтверждении.